# Hideto Nakane
Hideto Nakane (Nagoya, 2 de maig de 1990) és un ciclista japonès, professional des del 2012 i fins al 2022.

## Palmarès
- 2020
  - Vencedor d'una etapa al Tour de Langkawi